# Від'ємна диференційна провідність

Вольт-амперна характеристика з областю негативної диференційної провідності N-типу

Від'є́мна диференці́йна прові́дність — явище зменшення сили струму в нелінійному елементі електричного кола при зростанні напруги.

## Чим зумовлена
Негативна диференційна провідність може бути зумовленою дуже різними причинами (зокрема квантовомеханічними ефектами, температурою, польовими ефектами та освітленістю), в залежності від принципу дії елемента електричного кола. Більш того, у таких випадках може проявлятися властивість гістерезису.

### Необхідні умови[3]
Необхідною умовою проявлення від'ємної диференційної провідності є наявність у забороненій зоні напівпровідника глибоких енергетичних рівнів. Іонізація цих рівнів дає змогу отримувати S-подібну ВАХ і низькочастотні коливання струму.

## Де застосовується
Прикладами електротехнічних елементів, у яких виникає негативна диференційна провідність, можуть служити дуговий розряд, резонансний тунельний діод, діод Ганна тощо.

## Де використовується
При негативній диференційній провідності в елементі кола виникають передумови для різного типу нестійкостей, що можуть бути використані, наприклад, для створення генераторів коливань.